# Achumawi
L’achumawi est une langue amérindienne  de la famille des langues palaihnihanes parlée aux États-Unis, dans l'extrême Nord-Est de la Californie, le long de la rivière Pit. L'achumawi est rattaché à l'hypothétique groupe des langues hokanes.
Selon D. L. Olmsted, la langue était encore parlée par quelques dizaines de locuteurs vers 1966. Seuls quelques locuteurs qui ont une connaissance de la langue limitée sont encore vivants. La langue est quasiment éteinte.

## Phonologie

### Voyelles
|         | Antérieure    | Centrale      | Postérieure   |
| ------- | ------------- | ------------- | ------------- |
| Fermée  | i [i] iː [iː] |               | u [u] uː [uː] |
| Moyenne | e [e] eː [eː] | ə [ə]         | o [o] oː [oː] |
| Ouverte |               | a [a] aː [aː] |               |

### Consonnes
|               | Bilabiale | Dentale | Latérale | Palatale | Vélaire | Uvulaire | Glottale | Pharyngale |
| ------------- | --------- | ------- | -------- | -------- | ------- | -------- | -------- | ---------- |
| Occlusives    | p [p]     | t [t]   |          |          | k [k]   | q [q]    | ʔ [ʔ]    |            |
| Fricatives    |           | s [s]   |          | š [ʃ]    | x [x]   |          | h [h]    | ḥ [ħ]      |
| Affriquées    |           |         |          | j [d͡ʒ]   |         |          |          |            |
| Nasales       | m [m]     | n [n]   |          |          |         |          |          |            |
| Liquides      |           | r [r]   | l [l]    |          |         |          |          |            |
| Semi-voyelles | w [w]     |         |          | y [j]    |         |          |          |            |